# 웨스트버지니아주의 대학 목록
아래는 미국 웨스트버지니아주의 대학 목록이다.
- 데이비드 앤드 엘킨스 칼리지
- 마셜 대학교
- 웨스트버지니아 주립 대학교
- 웨스트버지니아 대학교
- 웨스트버지니아 웨슬리언 칼리지

## 같이 보기
- 미국의 대학 목록